# Marshallville, Ohio
Marshallville là một làng thuộc quận Wayne, tiểu bang Ohio, Hoa Kỳ. Năm 2010, dân số của làng này là 756 người.

## Dân số
- Dân số năm 2000: 826 người.
- Dân số năm 2010: 756 người.